# 奇奇克利亞河

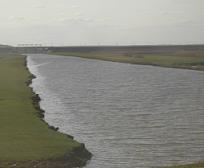

奇奇克利亞河（烏克蘭語：Чичиклія），是烏克蘭的河流，位於該國南部，屬於南布格河的支流，發源自柳巴希夫卡以西，流經敖德薩州和尼古拉耶夫州，河道全長156公里，流域面積2,120平方公里。